# Осово (Рязанская область)
Осово — село в Захаровском районе Рязанской области, входит в состав Большекоровинского сельского поселения.

## География
Село расположено в 14 км на запад от центра поселения села Большое Коровино и в 37 км на северо-запад от райцентра села Захарово.

## История
По приправочным книгам 1616 года Осово упоминалось в качестве пустоши, что была деревня. Половина этой пустоши значилась за Силою Ивановым сыном Есипова, а другая за вдовой за Ивановой женой Борыкова. Первоначальное построение Никольской церкви в селе Никольском, "что была деревня Осово", относится к 1710 году. Каменная церковь была построена в селе в 1828 г. В ней были приделы в честь равноапостольных царей Константина и Елены и св. Димитрия, митрополита Ростовского. Строительство было окончено в 1834 г. на средства помещицы генерал-майорши Елены Павловны Мещеряковой. Церковь в селе была закрыта в 1939 году на основании постановления Оргкомитета от 21.11.1939 г. под медицинское учреждение, под которое она должна была быть переоборудована в течение 3 месяцев.  
В XIX — начале XX века село входило в состав Окуньковской волости Михайловского уезда Рязанской губернии. В 1905 году в селе было 87 дворов.
С 1929 года село являлось центром Осовского сельсовета Больше-Коровинского района Рязанского округа Московской области, с 1937 года — в составе Рязанской области, с 1956 года — в составе Захаровского района, с 2005 года — в составе Большекоровинского сельского поселения.

## Население
| 1859 | 1905 | 2010 | 2023 |
| ---- | ---- | ---- | ---- |
| 394  | ↗648 | ↘227 | ↘179 |

## Достопримечательности
В селе находится недействующая Церковь Николая Чудотворца (1834).